# 1153 Wallenbergia
Wallenbergia (asteróide 1153) é um asteróide da cintura principal, a 1,8445854 UA. Possui uma excentricidade de 0,160052 e um período orbital de 1 188,67 dias (3,25 anos).
Wallenbergia tem uma velocidade orbital média de 20,098774 km/s e uma inclinação de 3,33443º.
Esse asteróide foi descoberto em 5 de Setembro de 1924 por Sergei Belyavsky.
Seu nome é uma homenagem ao matemático alemão Georg James Wallenberg. 